# Jamyang Phuntsok
Jamyang Phuntsok (tibetà: འཇམ་དབྱངས་ཕུན་ཚོགས, transliterat 'jam dbyangs phun tshogs; Chauntra, 1984) és un físic, poeta i il·lustrador tibetà, sobretot avesat a dibuixar còmic.

## Biografia
Jamyang Phuntsok va estudiar la secundària a l'escola central per als tibetans de Mussoorie. Després, va estudiar un grau i un mestratge en ciències a la Universitat Hindú de Delhi i a la Universitat Jawaharlal Nehru a Delhi (Índia). Durant el transcurs dels següents cinc anys, va estudiar els raigs còsmics a una energia ultra elevada dins del marc dels seus estudis en física d'astropartícules a la Universitat Estatal de Pennsilvània als Estats Units.
També és dibuixant de còmic. Va començar a ser-ho el 2011. Del novembre del 2017 al setembre del 2018, va publicar una vinyeta humorística setmanal a la revista Tibetan Review. Alguns dels temes recurrents de la seva obra són la política del Tibet i la religió budista.
A més a més, del novembre del 2018 ençà, és el locutor del podcast en anglès Khyeltam, conjuntament amb el també tibetà Ugyan Choedup. En va parlar a la Conferència de Visió Global per a Jóvens Tibetans del 2020, com també de la seva passió innata per llegir història, poesia i literatura. Hi van assistir també Tenzin Namdon i Lharong, entre d'altres.